# Play the Game
A Play the Game az első dal a brit Queen rockegyüttes 1980-as The Game albumáról. A szerzője Freddie Mercury énekes volt, aki a híresztelések szerint Tony Bastinról, az egykori szeretőjéről írta a szöveget. 4/4-es ütemű, C-dúrban íródott, és viszonylag lassú, percenként 78-as a ritmusa.
A The Game felvételeinek második szakaszában, 1980 februárja és májusa között vették fel a müncheni Musicland Studiosban. A producere az együttessel nemrég találkozó német Reinhold Mack volt, aki igyekezett modern, gyors munkatempóra szoktatni a Queent. Az elektromos gitár és zongora mellett ezúttal a szintetizátor is szerepet kapott a hangszerelésben, habár az együttes azelőtt következetesen elhatárolódott a használatától. Ez éppen a The Game felvételei során változott meg, amikor Roger Taylor dobos bevitt a stúdióba egy frissen vásárolt Oberheim OBX-et, Mercuryt pedig lenyűgözték a szerkezet lehetőségei, így többek közt a „Play the Game”-ben is felhasználták. Egy korai demó változaton Andy Gibb, a Bee Gees tagja háttérvokálozott. A gitárszólót Brian May gitáros egy Foxx phaserrel torzítva rögzítette.
Eredetileg azt tervezték, hogy a dal után az albumnak is a Play the Game címet adják, de Taylor ezt ellenezte, mert úgy érezte, hogy úgy is értelmezhető a „játsszuk a játékot”, hogy „megalkuszunk a rendszerrel”; ezért leegyszerűsítették a The Game-re. 1980. május 30-án kislemezen is megjelent, de nem ért el különösebb sikereket, Angliában a tizennegyedik, Amerikában a negyvenkettedik helyet érte el a slágerlistán. A Record Mirror reakciója ez volt: „Újabb elvesztegetett három perc, ahogy sejtettük.” A Melody Maker szerint „klasszikus Queen szerelmes dal, olyan jellegzetes sablonban, amely egészen a »Keep Yourself Alive« stílusáig nyúl vissza”.
Ebben az időszakban az együttes mind zeneileg, mind kinézetében megújuláson ment keresztül, a The Game és kislemezei borítóin és klipjeiben már nem a régi színpadias fellépő ruhákban volt látható – rövidebbre vágatták a hajukat, és egyszerű utcai ruhákban, olykor bőrszerelésekben pózoltak. A „Play the Game” borítóján, és a videóklipjében tűnt fel először Mercury később jellegzetessé váló bajsza. Az együttes régi rajongóit meglepte a változás, sokan nem tudták elfogadni a harsány imázsváltást (a híresztelések szerint nem sokkal később az albumot támogató koncertturné egyik előadásán eldobható borotvákat dobáltak fel a színpadra. Mercury megkérdezte tőlük, hogy levágassa-e a bajszát, mire a közönség egyszerre azt kiabálta, hogy igen. Az énekes válasza ez volt: „Basszátok meg, azért sem vágatom le!”). Ez a kinézet népszerű volt abban az időben a melegek között, ráadásul Mercuryval kapcsolatban már jóval korábban célozgatott a sajtó, hogy homoszexuális, így hamar ráragadt az új kinézetére a „Castro klón” gúnynév, amellyel abban az időben a hasonlóan kinéző melegeket illették.
1980 és 1982 között játszották a koncertjeiken, de lágyabb, „emberközelibb” változatban, elhagyták a bevezetőből a szintetizátort, és Mercury sem falzettben énekelt. Felkerült a Queen on Fire – Live at the Bowl koncertalbumra és DVD-re. A 2005-ös Killer Queen: A Tribute to Queen albumra Jon Brion feldolgozásában került fel.

## Közreműködők
- Ének: Freddie Mercury
- Háttérvokál: Freddie Mercury, Roger Taylor, Brian May

Hangszerek:
- Roger Taylor: Ludwig dobfelszerelés
- John Deacon: Fender Precision Bass
- Brian May: Red Special
- Freddie Mercury: ének, Bosendorfer zongora, Oberheim OBX szintetizátor

## Kiadás és helyezések
| \| Év \| Lista \| Helyezés \| \| ---- \| ---------------------------- \| -------- \| \| 1980 \| Brit kislemezlista[8] \| 14 \| \| 1980 \| Amerika Billboard Hot 100[9] \| 42 \| \| 1980 \| Belgium Ultratop[10] \| 25 \| \| 1980 \| Francia slágerlista[11] \| 42 \| \| 1980 \| Hollandia MegaCharts[10] \| 10 \| \| 1980 \| Ír slágerlista[12] \| 9 \| \| 1980 \| Német slágerlista[10] \| 40 \| \| 1980 \| Norvégia VG-lista[10] \| 6 \| \| 1980 \| Svájci slágerlista[10] \| 8 \| | 7" kislemez (EMI 5076, Anglia / Elektra E-46652, Amerika) 1. Play the Game – 3:30 2. A Human Body – 3:36 |          |
| Év | Lista | Helyezés |
| 1980 | Brit kislemezlista                                                                                       | 14       |
| 1980 | Amerika Billboard Hot 100                                                                                | 42       |
| 1980 | Belgium Ultratop                                                                                         | 25       |
| 1980 | Francia slágerlista                                                                                      | 42       |
| 1980 | Hollandia MegaCharts                                                                                     | 10       |
| 1980 | Ír slágerlista                                                                                           | 9        |
| 1980 | Német slágerlista                                                                                        | 40       |
| 1980 | Norvégia VG-lista                                                                                        | 6        |
| 1980 | Svájci slágerlista                                                                                       | 8        |